# Coelichneumon geminus
Coelichneumon geminus là một loài tò vò trong họ Ichneumonidae.